# Calloserica gosainkundensis
Calloserica gosainkundensis är en skalbaggsart som beskrevs av Ahrens 1999. Calloserica gosainkundensis ingår i släktet Calloserica och familjen Melolonthidae. Inga underarter finns listade.